# Ashious Melu
Ashious Melu (ur. 6 czerwca 1957 w Chililabombwe – zm. 20 stycznia 1997) – zambijski piłkarz grający na pozycji środkowego obrońcy.

## Kariera klubowa
Swoją karierę piłkarską Melu rozpoczął w klubie Mufulira Wanderers. W 1979 roku zadebiutował w jego barwach w zambijskiej pierwszej lidze. Grał w nim do 1987 roku. W sezonie 1987/1988 był piłkarzem greckiego Olympiakosu, po czym wrócił do Mufuliry Wanderers. W 1988 roku zdobył z nią Puchar Zambii. W sezonie 1989/1990 grał w greckim Apollonie Kalamarias, a w latach 1990–1992 był piłkarzem austriackiego Favoritner AC. Karierę kończył w 1992 roku jako gracz Mufuliry Wanderers.

## Kariera reprezentacyjna
W reprezentacji Zambii Melu zadebiutował w 1982 roku. W 1982 roku był w kadrze Zambii na Puchar Narodów Afryki 1982. Rozegrał na nim jeden mecz, o 3. miejsce z Algierią (2:0). Z Zambią zajął 3. miejsce w tym turnieju.
Z kolei w 1986 roku Melu powołano na Puchar Narodów Afryki 1986. Rozegrał na nim trzy mecze grupowe: z Kamerunem (2:3), z Algierią (0:0) i z Marokiem (0:1). W 1988 roku zagrał na Igrzyskach Olimpijskich w Seulu.
W 1992 roku Melu został powołany do kadry na Puchar Narodów Afryki 1992. Na tym turnieju rozegrał dwa spotkania: grupowe z Egiptem (1:0) i ćwierćfinałowe z Wybrzeżem Kości Słoniowej (0:1 po dogrywce). W kadrze narodowej grał do 1992 roku.